# Брукмюль

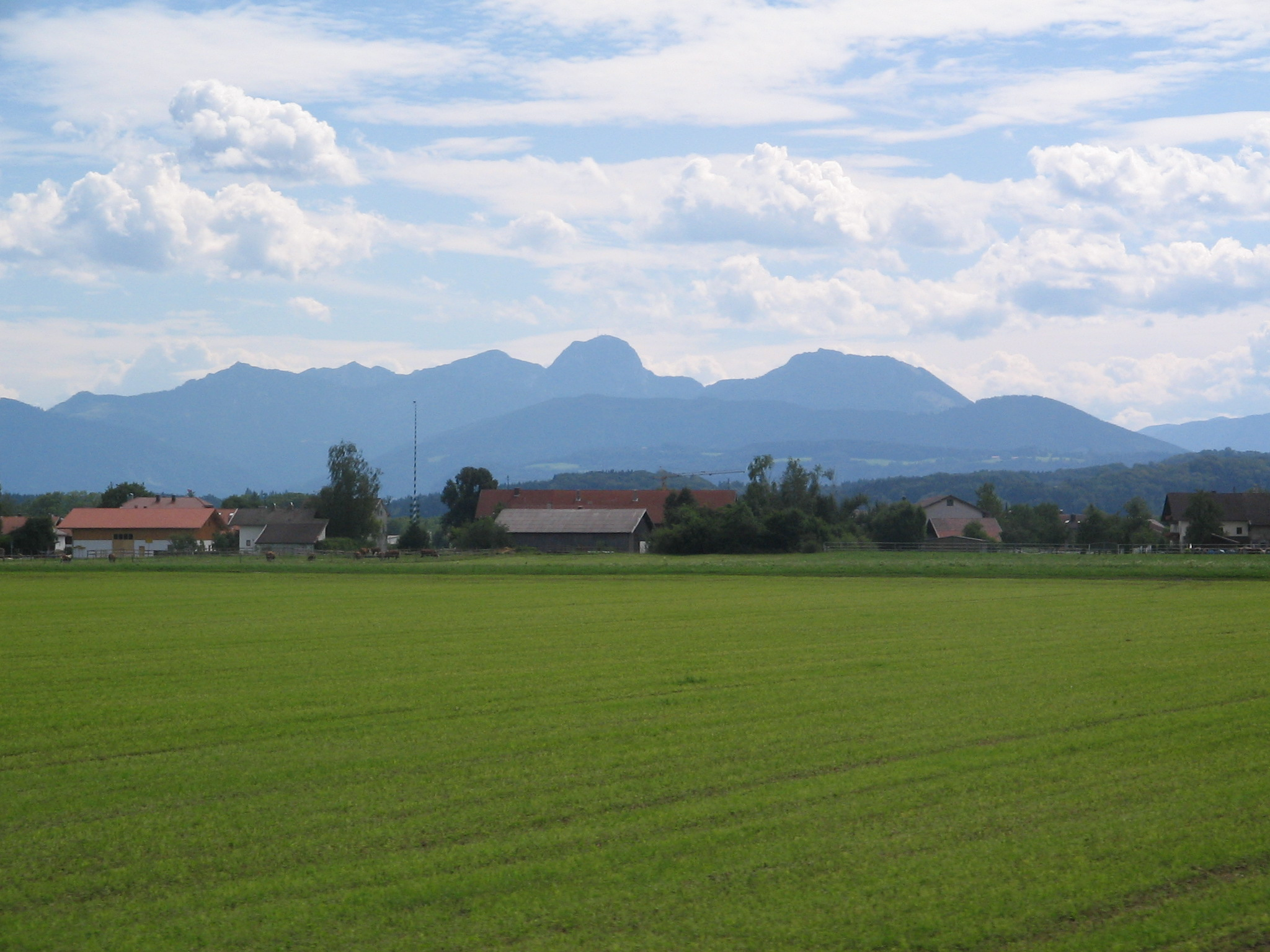
Брукмюль - панорама.

Брукмюль (нем. Bruckmühl) — община в Германии, в земле Бавария. 
Подчиняется административному округу Верхняя Бавария. Входит в состав района Розенхайм.  Население составляет 16 072 человека (на 31 декабря 2010 года). Занимает площадь 50,22 км².

## Фотографии

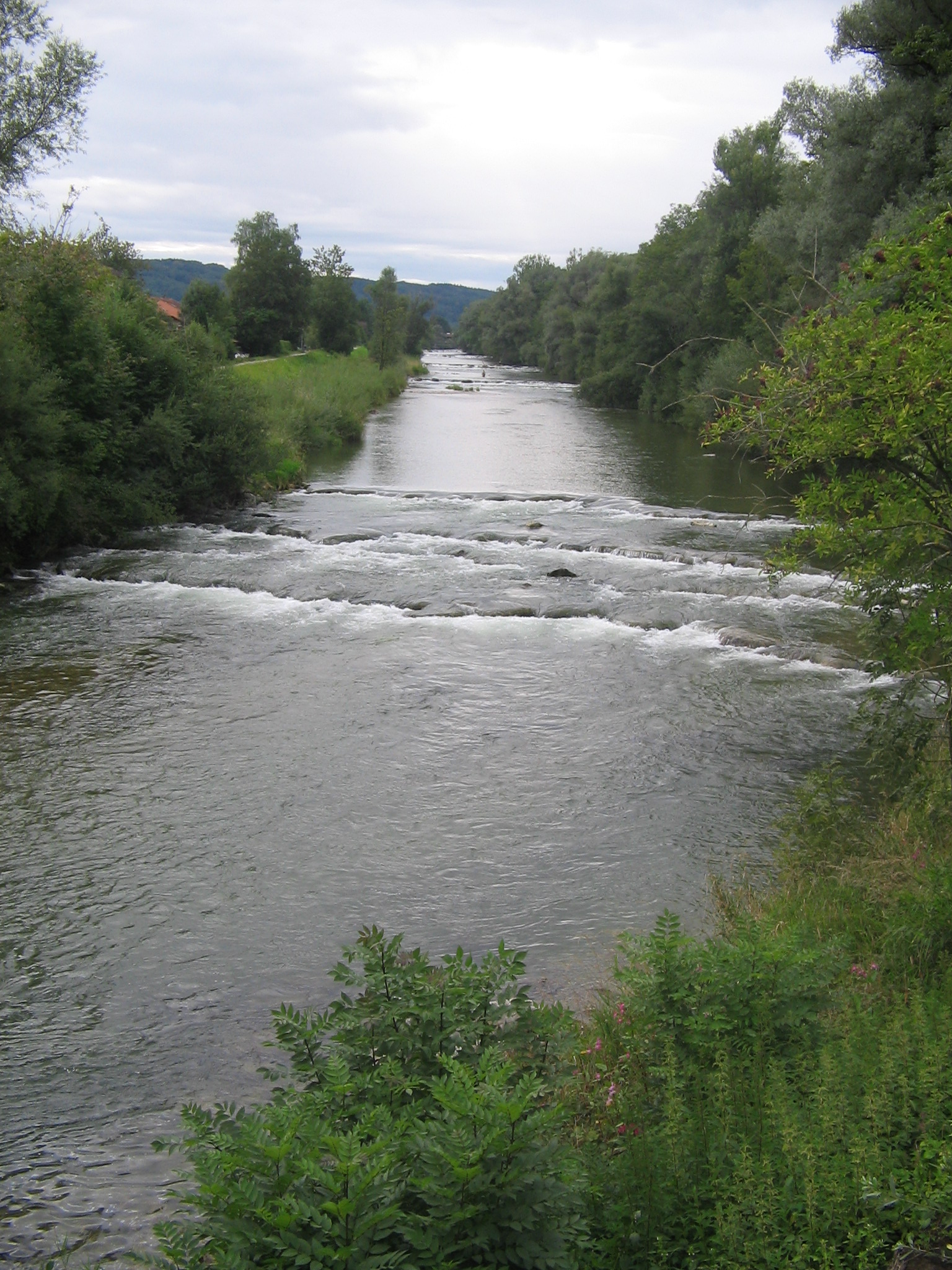
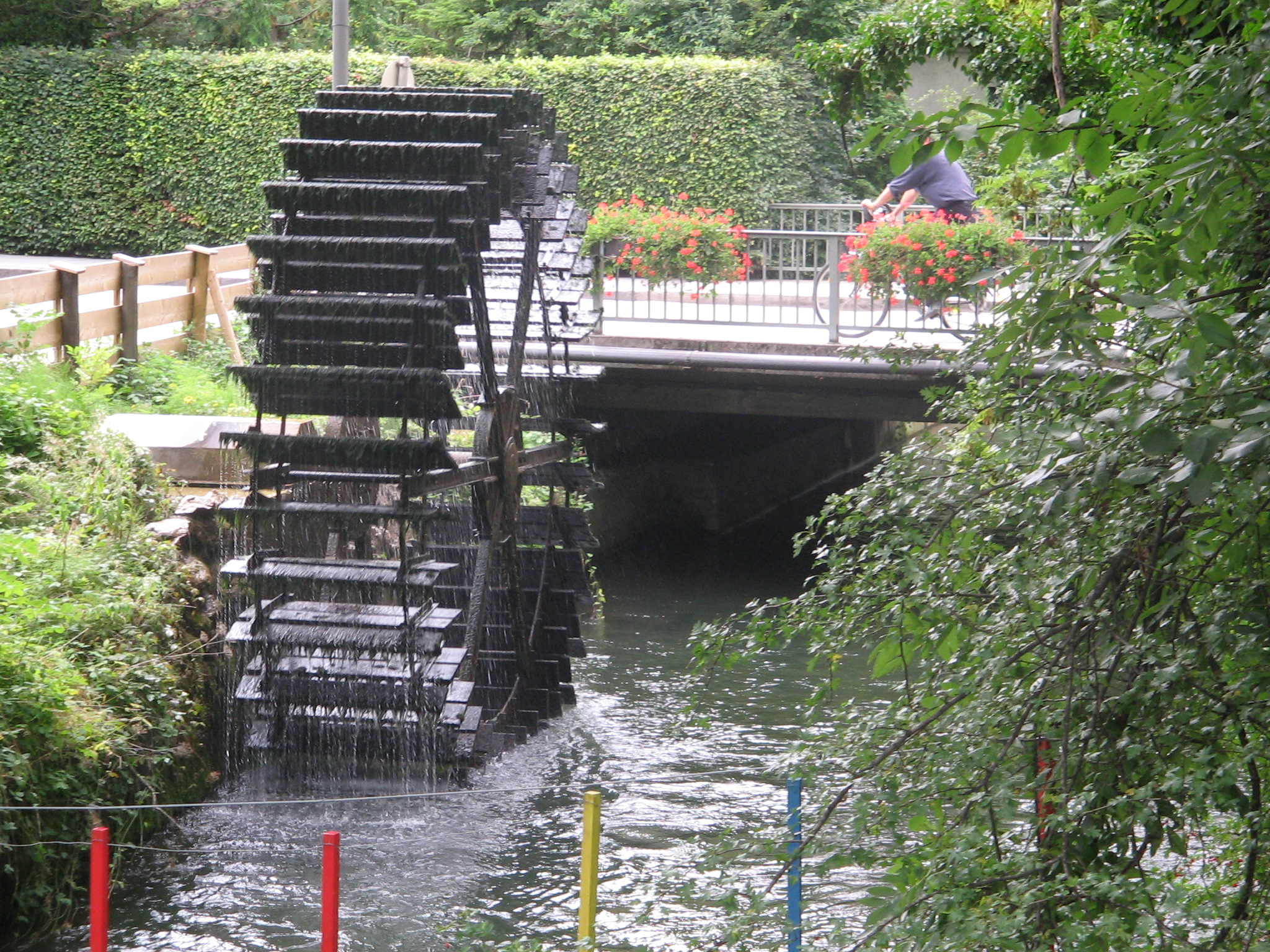
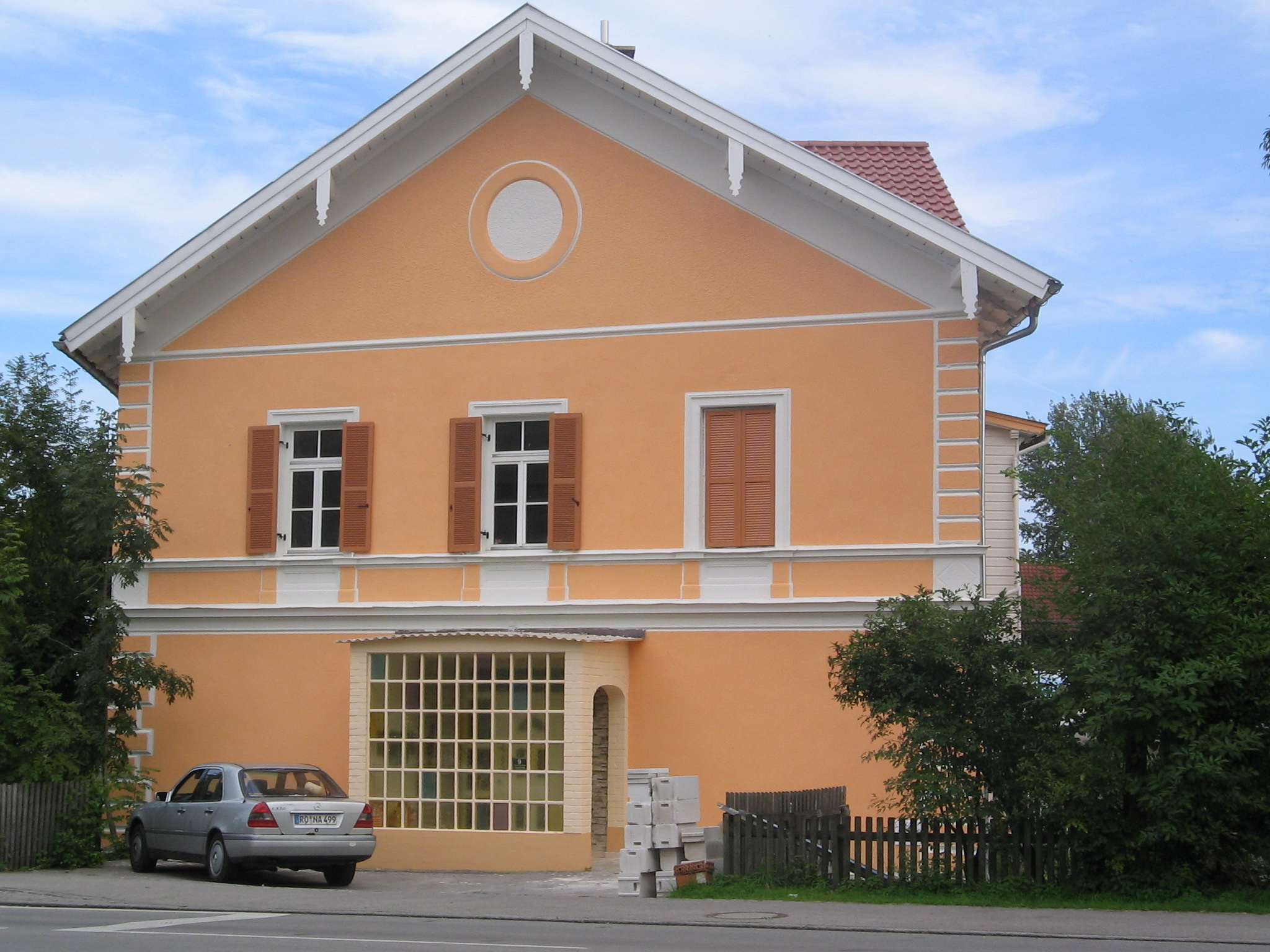
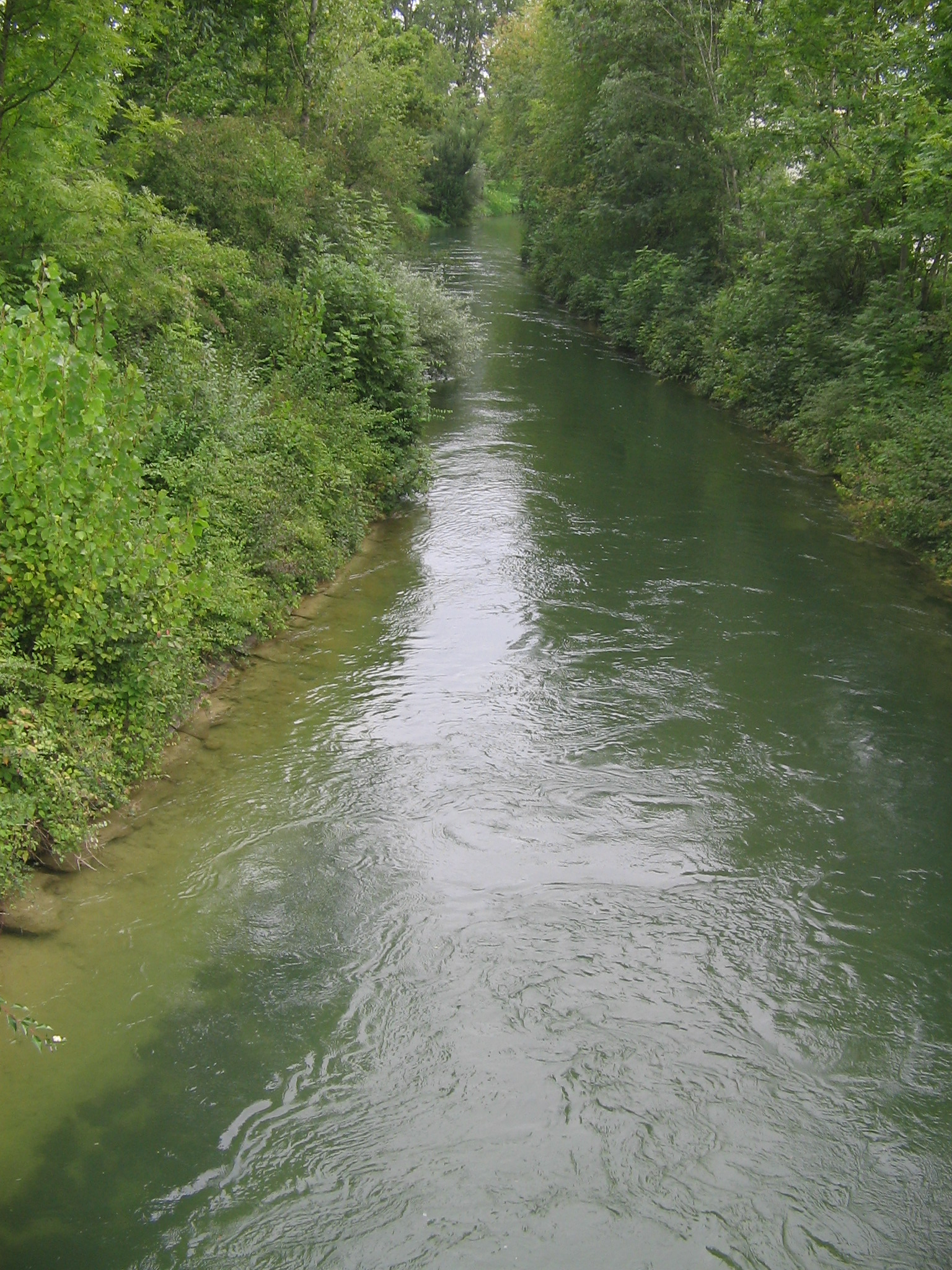
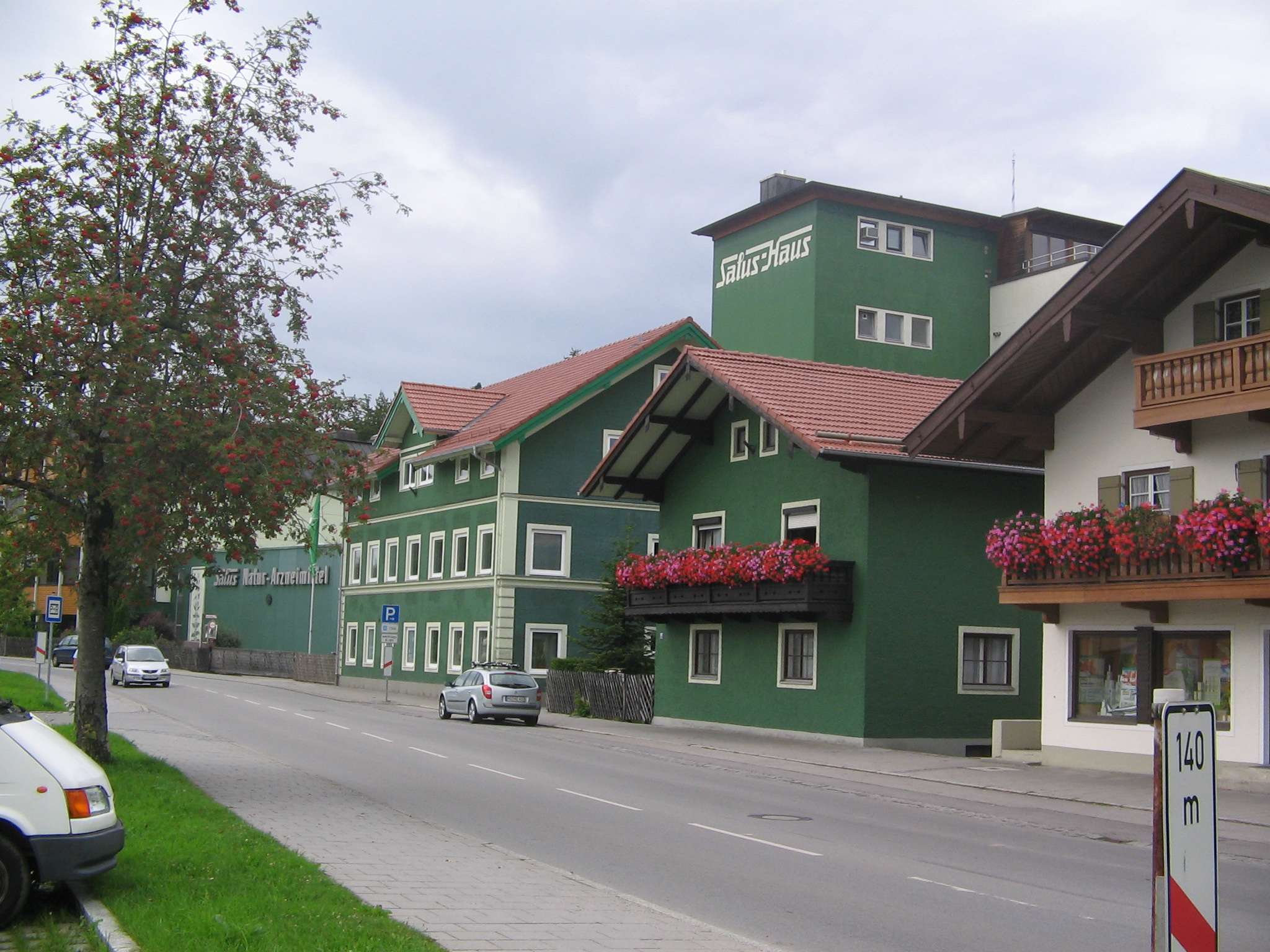
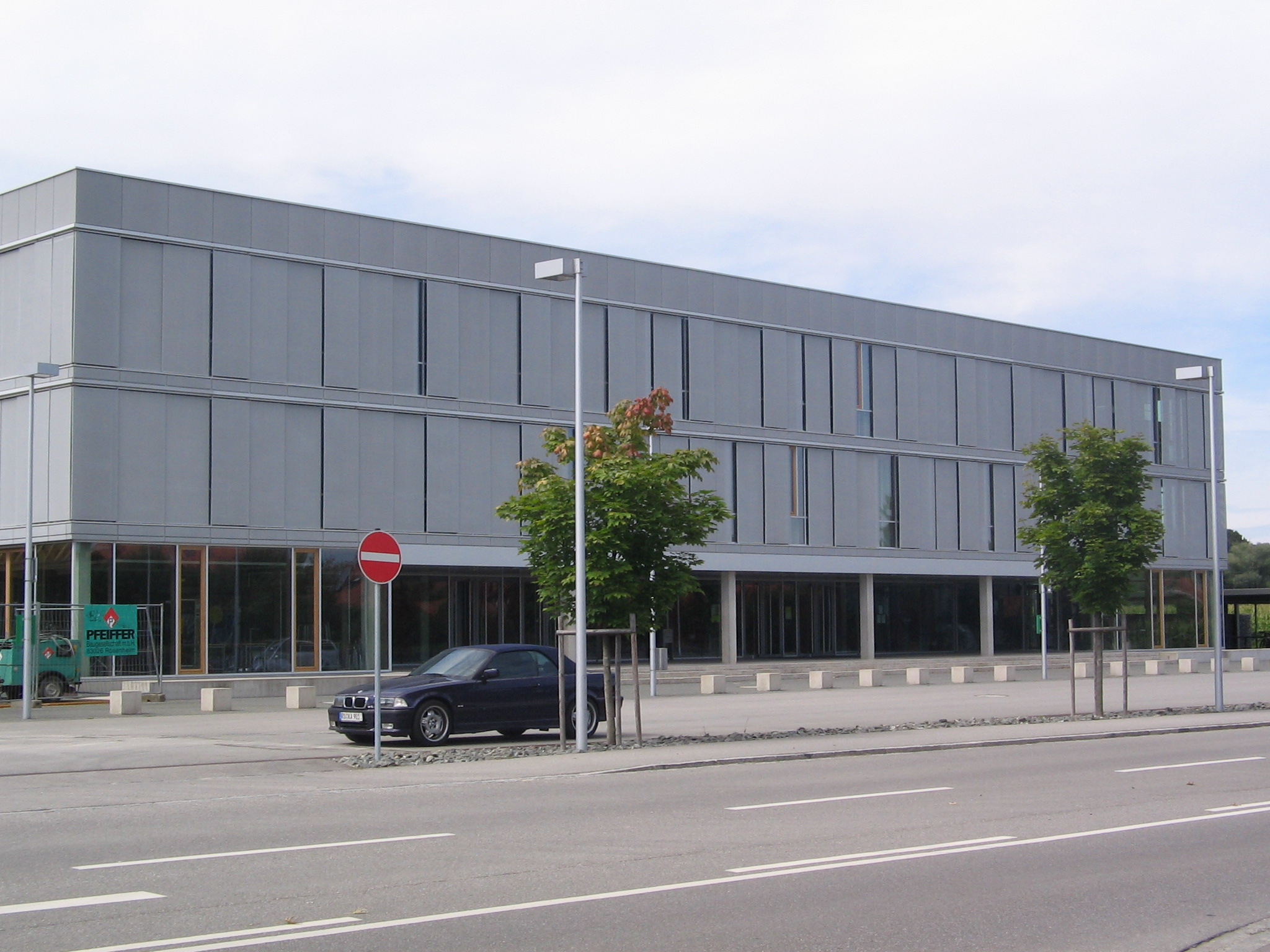
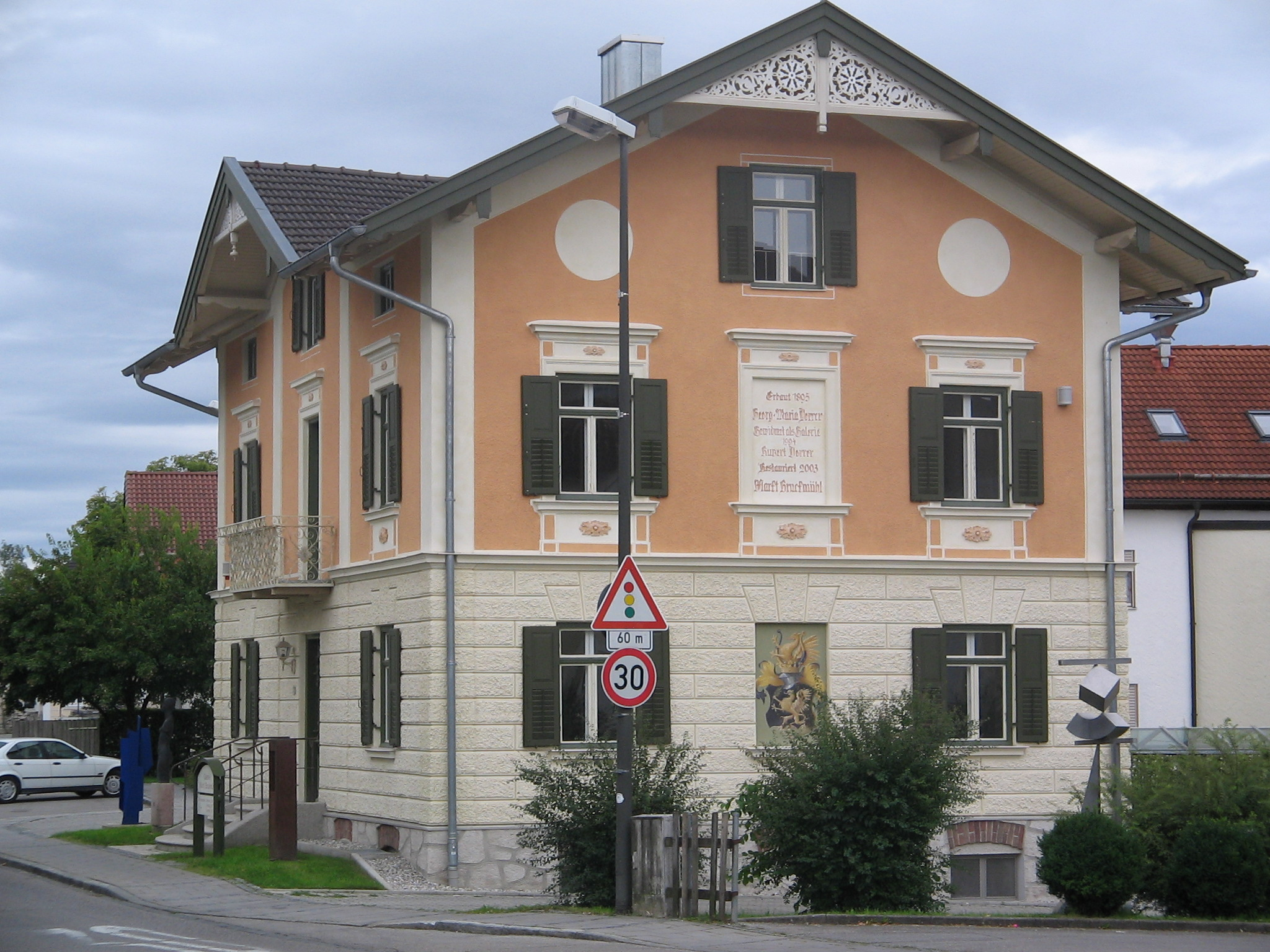
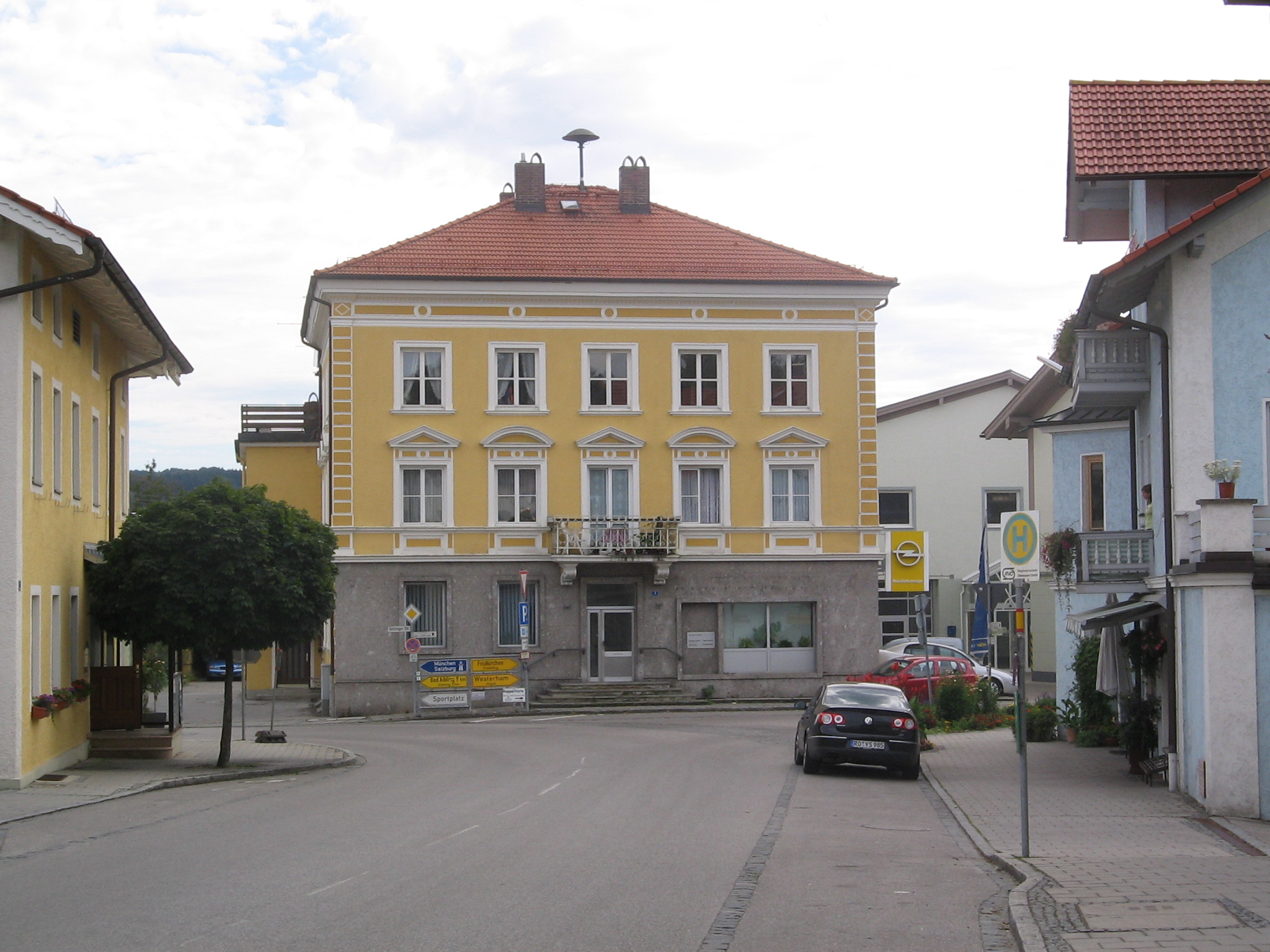
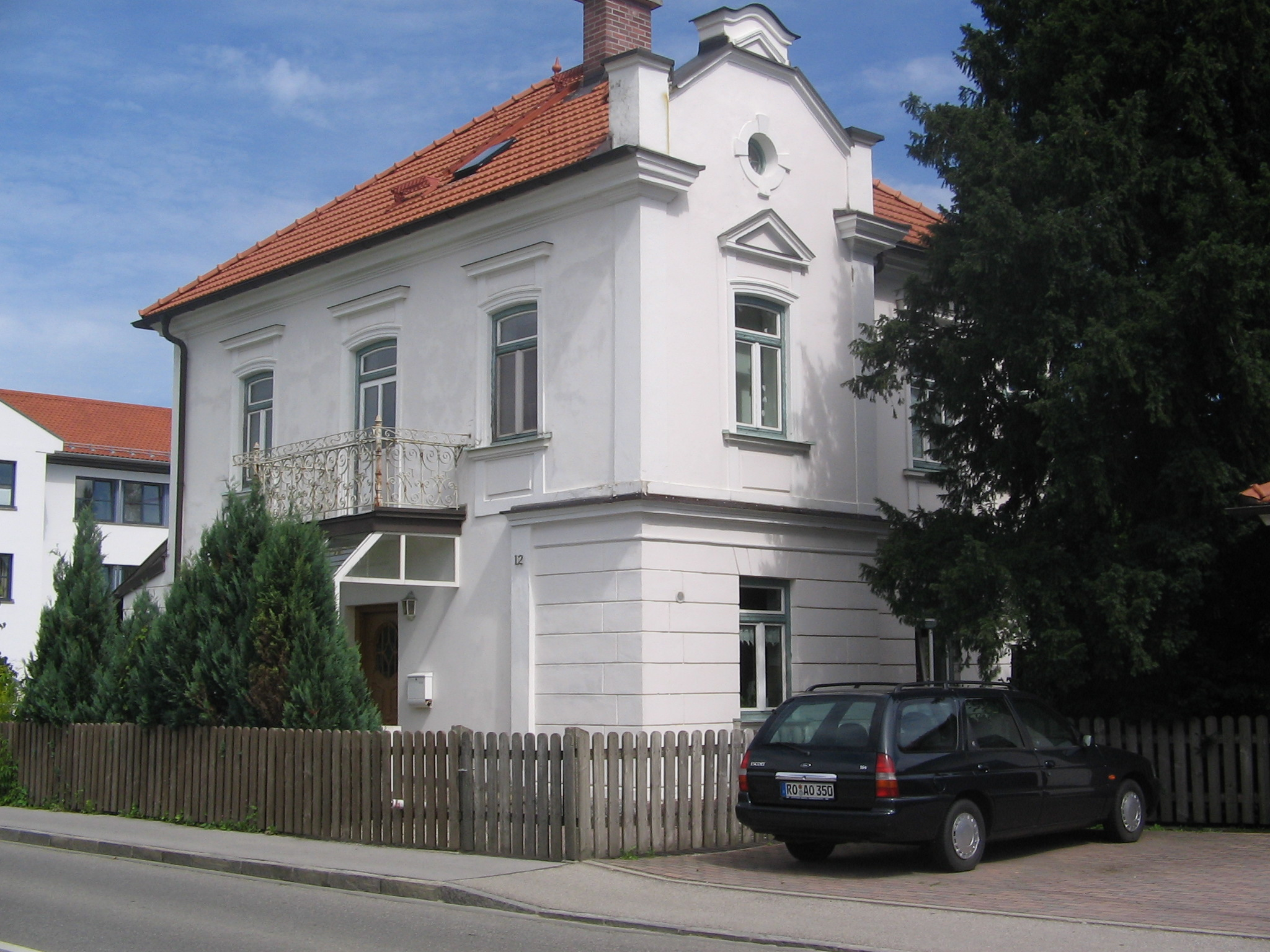